# Mariä Heimsuchung (Massenhausen)

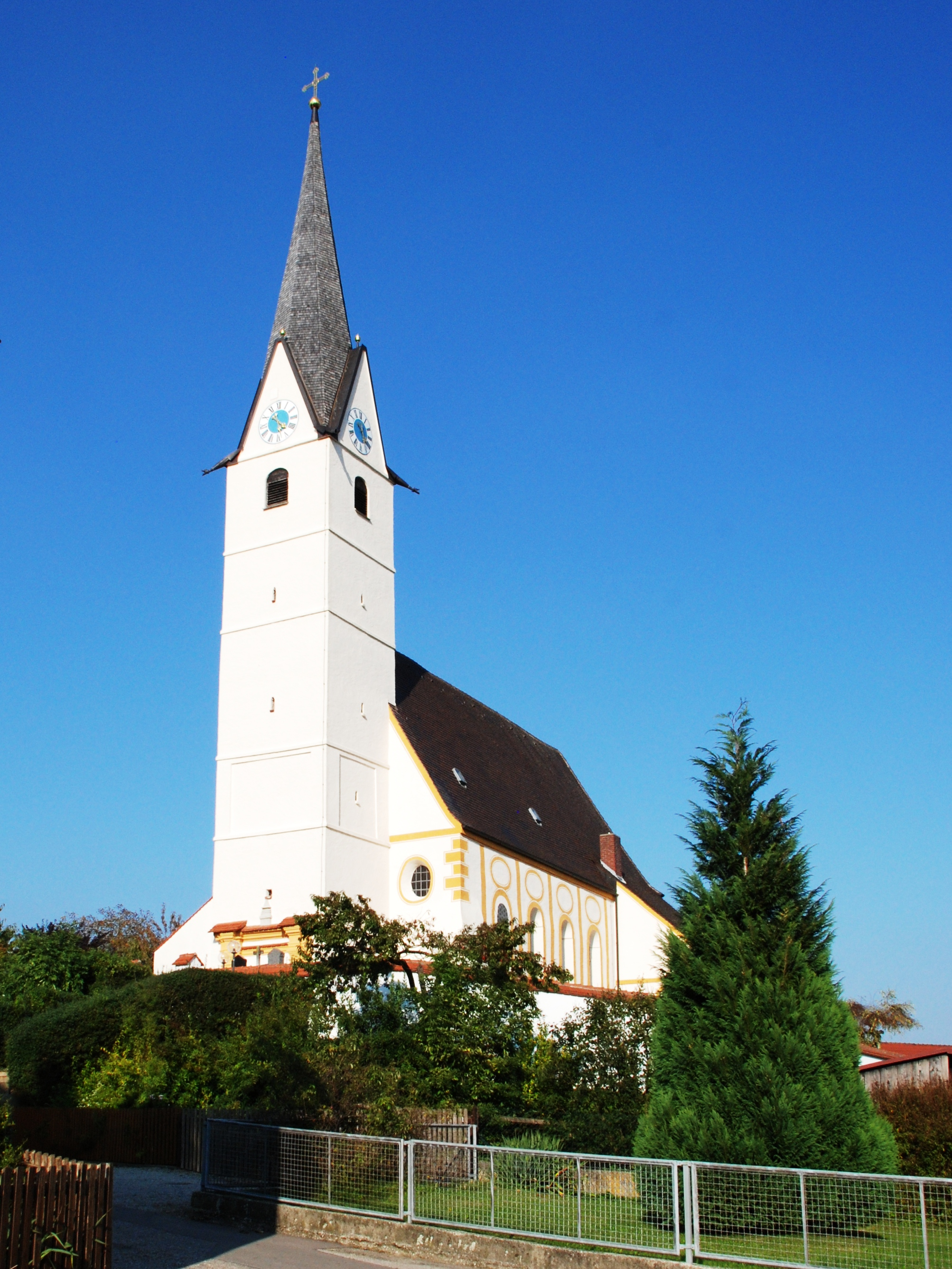
Mariä Heimsuchung in Massenhausen

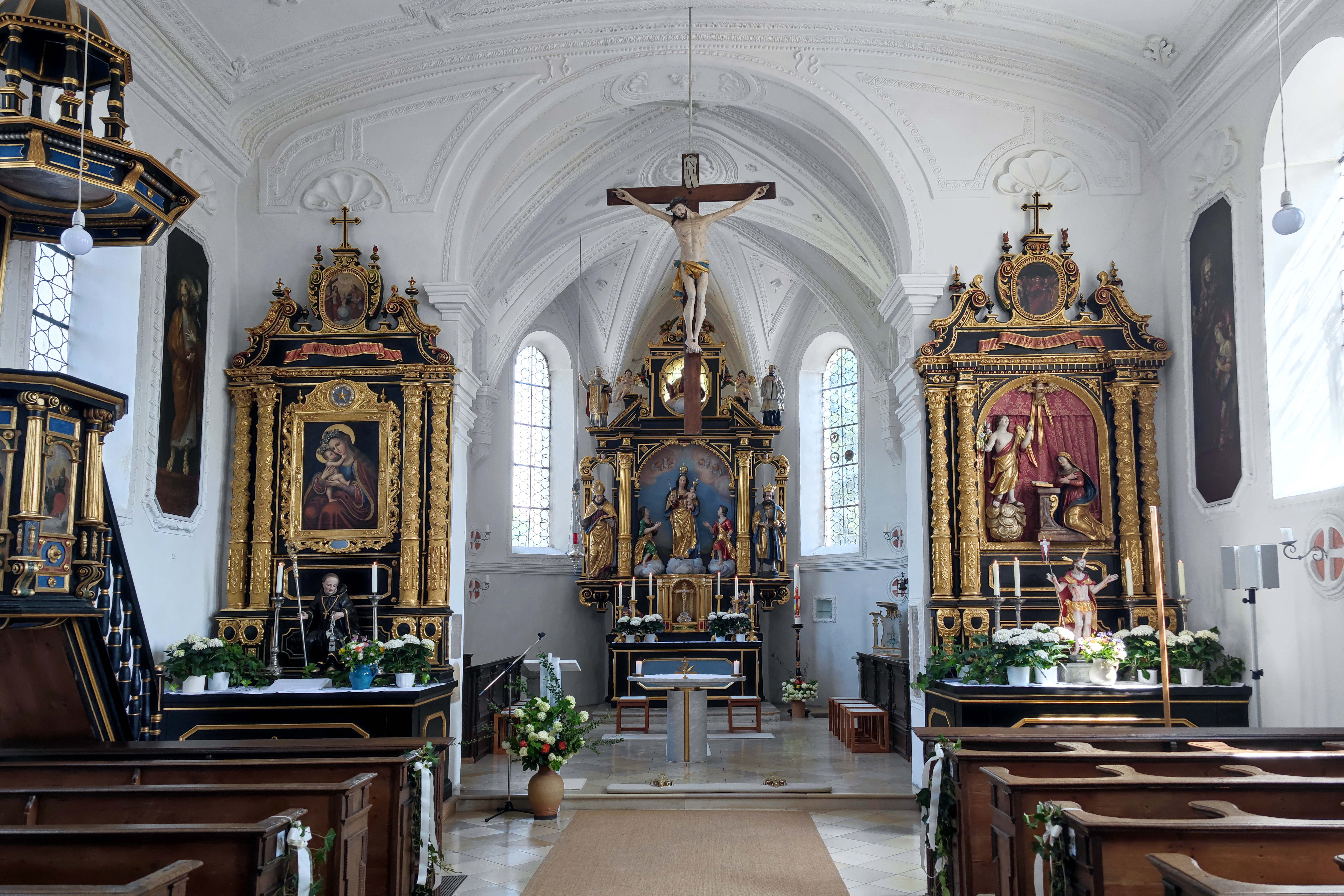
Mariä Heimsuchung: Innenraum

Die römisch-katholische Pfarrkirche Mariä Heimsuchung steht in Massenhausen, einem Gemeindeteil von Neufahrn bei Freising im oberbayerischen Landkreis Freising. Sie ist denkmalgeschützt und wird in der Liste der Baudenkmäler in Neufahrn bei Freising unter der Nr. D-1-78-145-11 geführt. Die Kirche gehört zum Dekanat Freising des Erzbistums München und Freising.

## Beschreibung
Die im Kern im 14./15. Jahrhundert gebaute gotische Saalkirche wurde im letzten Viertel des 17. Jahrhunderts barock umgestaltet. Sie besteht aus dem Langhaus, dem eingezogenen, von Strebepfeilern gestützten Chor mit Fünfachtelschluss im Osten, der Sakristei an der Südwand des Chors und dem angeblich 1698 im Westen des Langhauses errichteten Kirchturm. In seinem obersten Geschoss steht der Glockenstuhl. Zwischen den Giebeln mit den Zifferblätter der Turmuhr erhebt sich ein spitzer Helm.
Der Innenraum des Langhauses wurde 1698 mit einem Tonnengewölbe überspannt, der des Chors 1675 mit einem Kreuzgewölbe. Vor dem Chorbogen hängt ein Kruzifix. Im Altarretabel des Hochaltars steht eine bekrönte Madonna mit Jesuskind, die von den Skulpturen des Korbinian und des Sigismund von Burgund flankiert wird.